# Тимъти Шаламе
Тимъти Хал Шаламе (на английски: Timothée Hal Chalamet), по-известен само като Тимъти Шаламе, е американски актьор. Започва кариерата си с късометражни филми, а след това участва в сериала „Вътрешна сигурност“. По-известните му роли са в „Призови ме с твоето име“, „Ladybird“ и „Beautiful Boy“. За ролята си в „Призови ме с твоето име“ Шаламе е номиниран за „Оскар“ за най-добра мъжка роля, както и за БАФТА и Златен глобус.

## Детство и образование
Роден е на 27 декември 1995 г. в Ню Йорк. Майка му, Никол Флендър е трето поколение нюйоркчанин с половин руско-еврейски и наполовина австрийско-еврейски произход. Тя е брокер на недвижими имоти в The Corcoran Group и бивша танцьорка от Бродуей. Флендър е завършила бакалавърска степен по френски от Йейлския университет и е била учител по език и танци. Баща му, Марк Шаламе, е редактор на УНИЦЕФ и бивш кореспондент от Ню Йорк за Le Parisien. По-голямата му сестра, Полин (родена 1992 г.), е актриса и е живяла в Париж.
Той владее както английски, така и френски език, и притежава двойно американско и френско гражданство. Израствайки, Шаламе прекарва летата си в Льо Шамбон-сюр-Линьон, малко френско селце на два часа от Лион, в дома на баба му дядо му по бащина линия. Той заявява, че времето му във Франция е довело до междукултурни проблеми на идентичността.
Тимъти посещава „PS 87 School William William Sherman“ за началното училище, а по-късно и селективната програма „Delta в MS 54 Booker T. Washington Middle School“, която той определя като „нещастни три години“ поради липсата на творчески обекти в училището и академично строгата среда. Приемането му в Гимназията по музика и изкуство и сценични изкуства Fiorello H. LaGuardia е повратна точка в оценката му за актьорско майсторство. Участва в училищни мюзикъли и става възпитаник на YoungArts. След гимназия посещава Колумбийския университет за една година, специалност културна антропология. По-късно той се прехвърля в Галлатинското училище за индивидуално обучение в Нюйоркския университет, за да продължи актьорската си кариера по-свободно.

## Актьорска кариера

### 2008 – 2016: Първи роли
Като дете Шаламе се появява в няколко реклами и участва в два късометражни филма на ужасите. Последва второстепенна роля в телевизионния филм „Loving Leah“ (2009). През 2011 г. той дебютира на сцената в пиесата „The Talls“ извън Бродуей, комедия за навършване на пълнолетие, създадена през 70-те години. През 2012 г. е в повтарящи се роли в драма сериала „Royal Pains“. Заедно с останалата част от актьорския състав, Шаламе е номиниран за награда на Гилдията.
През февруари 2016 г. той играе ролята на Джим Куин в автобиографичната пиеса „Блуден син“ в театрален клуб в Манхатън. Той получава възторжени отзиви за изпълнението си и печели Лусил Лортел Награда.

### След 2017 г.: Пробив
След като е прикрепен към проекта в продължение на три години, Тимъти участва в „Призови ме с твоето име“. Историята се върти около Елио Перлман, младеж, живеещ в Италия през 80-те години, който се влюбва в Оливър (Арми Хамър). Като подготовка за ролята, Шаламе се учи да говори италиански, както и да свири на пиано и китара. Ню Йорк Таймс го включва в списъка си за най-добрите актьори на годината. Той е третият най-млад човек в историята, номиниран за Оскар за най-добър актьор, както и най-младият от 1939 г. насам.
Във втория си филм от 2017 г. Шаламе изиграва Даниел, неуверен тийнейджър, който в продължение на лятото се забърква в бизнеса с търговия с наркотици, „Hot Summer Nights“. По-късно същата година той играе Кайл Шайб в соловия режисьорски дебют на Грета Гъруиг, „Lady Bird“. През декември излиза последният му филм от 2017 г., „Western Hostiles“.
През 2018 г. се присъединява към Академията за филмови изкуства и науки. По-късно същата година участва в „Beautiful Boy“. 
През 2019 участва в „Един дъждовен ден в Ню Йорк“, „The King“ и „Малки жени“.

## Избрана филмография
| Година | Филм                                            | Роля                              | Режисьор             |
| ------ | ----------------------------------------------- | --------------------------------- | -------------------- |
| 2014   | Интерстелар                                     | младия Том                        | Кристофър Нолън      |
| 2016   | Невъзможно бягство                              | Емил Ротмейър / Виктор X. Манхайм | Микаел Хофстрьом     |
| 2017   | Мис Стивънс                                     | Били Уитман                       | Джулия Харт          |
| 2017   | Призови ме с твоето име                         | Елио Перлман                      | Лука Гуадагнино      |
| 2017   | Леди Берд                                       | Кайл Шейбле                       | Грета Гъруиг         |
| 2017   | Горещи летни нощи                               | Даниел Мидълтън                   | Елиджа Байнъм        |
| 2018   | Beautiful Boy                                   | Ник Шеф                           | Феликс Ван Хрунинген |
| 2019   | Един дъждовен ден в Ню Йорк                     | Гетсби Уелс                       | Уди Алън             |
| 2019   | Малки жени                                      | Теодор Лорънс                     | Грета Гъруиг         |
| 2019   | The King                                        | Хенри V                           | Дейвид Мичод         |
| 2021   | Дюн                                             | Пол Атреидски                     | Дени Вилньов         |
| 2021   | Френският бюлетин на Либърти, Канзас Ивнинг Сън | Зефирели                          | Уес Андерсън         |
| 2021   | Не поглеждай нагоре                             | Юл                                | Адам МакКей          |
| 2022   | До кокал                                        | Лий                               | Лука Гуаданино       |
| 2023   | Уонка                                           | Уили Уонка                        | Пол Кинг             |
| 2024   | Дюн: Част втора                                 | Пол Атреидски                     | Дени Вилньов         |
| 2024   | Напълно непознат                                | Боб Дилън                         | Джеймс Магнолд       |
| 2025   | Marty Supreme                                   | Марти Маузер                      | Братя Сафди          |